# 松平乗友 (美濃岩村藩嫡子)
松平 乗友（まつだいら のりとも）は、江戸時代中期の美濃国岩村藩の世嗣。官位は従五位下・兵庫頭。

## 略歴
4代藩主・松平乗保の長男として誕生。正室は松平武寛娘。
家督相続前の享和元年（1801年）に早世した。享年20。代わって弟・乗美が嫡子となった。
岐阜県恵那市岩村町の大名墓地に『大成院仁雄智道大居士　享和元年』という供養塔がある。